# PC-7 Team
La PC-7 TEAM est une patrouille acrobatique des Forces aériennes suisses. Elle vole sur 9 PC-7. 

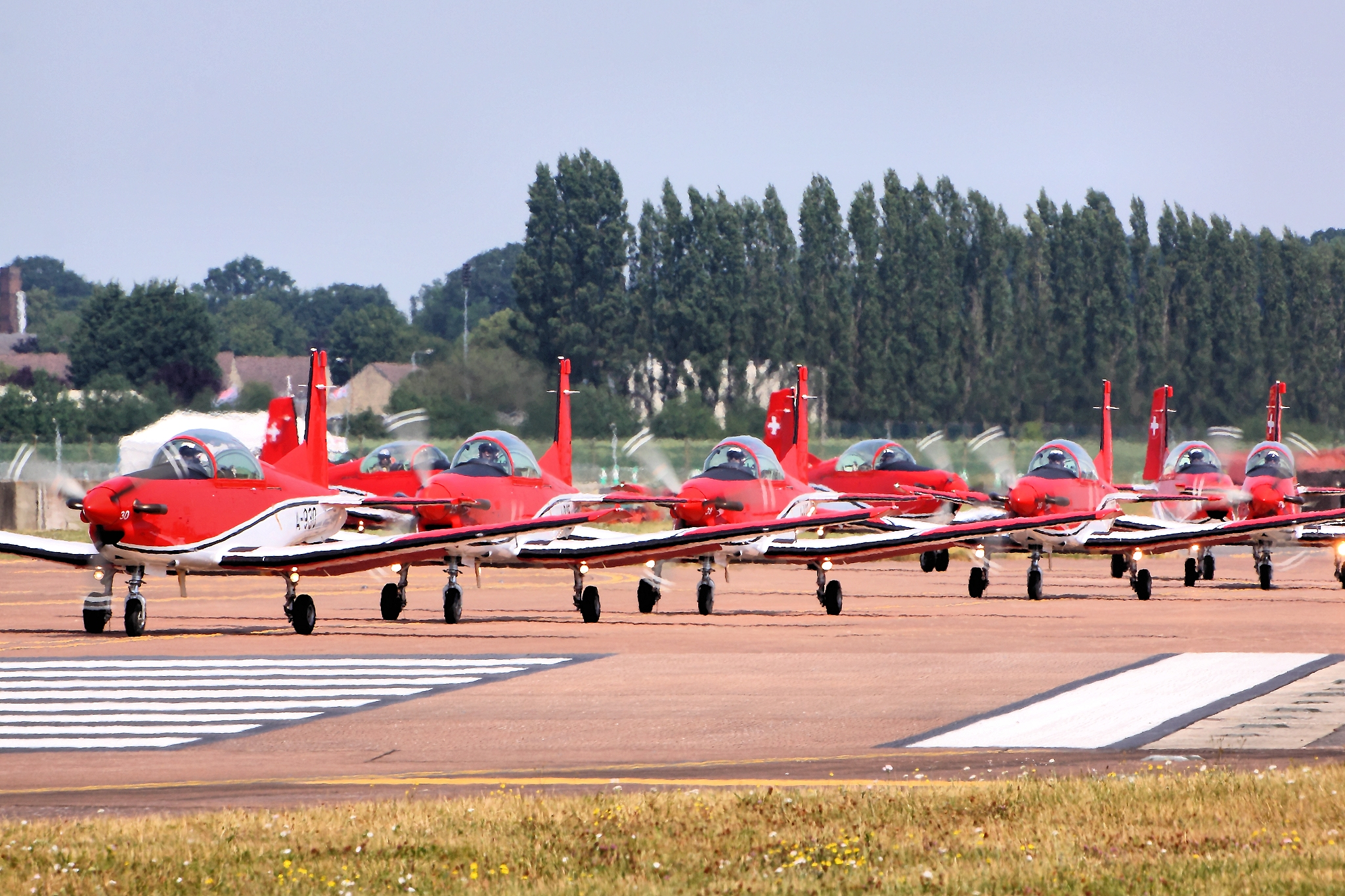
Le PC-7 Team en roulage au RIAT 2013

## Histoire
La patrouille a été créée en 1989 et a fêté ses 25 ans en 2014. Elle participa au meeting aérien AIR'14 à Payerne qui commémorait les 100 ans des Forces aériennes suisses et les 50 ans de la Patrouille Suisse.

## Team
| Indicatif radio | Position                                   | Nom                                 |
| --------------- | ------------------------------------------ | ----------------------------------- |
| Commander       | Commandant                                 | Oberst Lt. Daniel Stämpfli „Stampa“ |
| Turbo Uno       | Leader                                     | Cap Cyril Johner „Johnny“           |
| Turbo Due       | Right Wing (ailier droite)                 | Cap Marius Egger „Pnö“              |
| Turbo Tre       | Left Wing (ailier gauche)                  | Cap Beda Staehelin „Beda“           |
| Turbo Quattro   | Slot (charognard)                          | Cap Maurice Mattle „Moe“            |
| Turbo Cinque    | left outer wing (ailier extérieur gauche)  | Cap Matthias Grossen „Nemo“         |
| Turbo Sexi      | Right outer wing (ailier extérieur droite) | Cap Christian Savary „Sassel“       |
| Turbo Sette     | 1. Solo                                    | Cap Alain Von Büren „Fondü“         |
| Turbo Otto      | 2. Solo                                    | Cap Benjamin Matthey „Daffy“        |
| Turbo Nove      | 2. Lead                                    | Cap Andreas Menk „Menkster“         |
| PR1             | Officier de liaison publique               | Capt Philippe Hertig „Philippe“     |
| PR2             | Officier de liaison publique               | Spec Of Cédric Spörri „Cedi“        |
| Spare           | Pilote de rechange                         |                                     |